# 苫米地美智子
苫米地 美智子（とまべち みちこ（旧姓：平）、1980年1月29日 - ）は、日本の女子カーリング選手。岩手県二戸市出身。血液型はB型。岩手県立福岡高等学校卒業。ポジションはリード。2014年ソチオリンピックには北海道銀行フォルティウス所属で日本代表として出場した。
夫は、同じくカーリング選手の苫米地賢司。2011年、2012年には、夫婦でミックスダブルスのペアを組み、日本選手権で優勝。世界選手権に出場した。現在は盛岡市本宮のみちのくコカ・コーラボトリングリンクでカーリングにて指導者。

## 来歴
1999年、二戸市で薬局の事務をしていた時、カーリングと出会う。その後、チーム岩手のスキップとして日本カーリング選手権大会に出場。
2008年、日本ミックスダブルスカーリング選手権大会に後に夫となる苫米地賢司とペアを組んで出場し優勝。世界ミックスダブルスカーリング選手権に出場した。
2011年、2012年と日本ミックスダブルスカーリング選手権大会で連覇を果たした。
2011年9月、小笠原歩、船山弓枝の誘いを受け、北海道銀行フォルティウスに加入。リードを務めて2013年12月に行われたソチオリンピック最終予選で出場権獲得に貢献。2014年2月、オリンピックでは5位入賞を果たした。オリンピック後に退団。
退団後には盛岡市本宮のみちのくコカ・コーラボトリングリンクでカーリングを指導しながら競技を続けている。
2023年9月、教え子の高校生たちとカーリングチーム「Koto」を結成、同年12月の東北大会で優勝し、JCC 2024出場。

## チーム

### 4人制女子
| シーズン | スキップ     | サード        | セカンド   | リード       | リザーブ     | 主な大会                |
| -------- | ------------ | ------------- | ---------- | ------------ | ------------ | ----------------------- |
| 2000–01  | 佐藤弓子     | 平美智子      | 澤山貴美子 | 木村美喜子   | 千葉佳子     | JCC 2001                |
| 2001–02  | 佐藤弓子     | 平美智子      | 千葉佳子   | 木村美喜子   | 花岡佳代子   | JCC 2002                |
| 2004–05  | 平美智子     | 高田弓子      | 千葉佳子   | 木村美喜子   | 高下美穂     | JCC 2005                |
| 2005–06  | 平美智子     | 高下美穂      | 千葉佳子   | 佐藤綾子     | 木村美喜子   | JCC 2006                |
| 2006–07  | 平美智子     | 高下美穂      | 佐藤綾子   | 千葉佳子     | 木村美喜子   | JCC 2007                |
| 2008–09  | 苫米地美智子 | 高田弓子      | 堀野美穂   | 木村美喜子   | 佐藤綾子     | JCC 2009                |
| 2009–10  | 苫米地美智子 | 木村美喜子    | 安達佳子   | 高田弓子     | 田子知美     | JCC 2010                |
| 2011–12  | 小笠原歩     | 船山弓枝      | 小野寺佳歩 | 苫米地美智子 | 吉田知那美   | JCC 2012                |
| 2012–13  | 小笠原歩     | 船山弓枝      | 小野寺佳歩 | 吉田知那美   | 苫米地美智子 | JCC 2013                |
| 2013–14  | 小笠原歩     | 船山弓枝      | 小野寺佳歩 | 苫米地美智子 | 吉田知那美   | PACC 2013, OQE, OG 2014 |
| 2020–21  | 小穴桃里     | 小谷優奈      | 石垣真央   | 小谷有理沙   | 苫米地美智子 | JCC 2021                |
| 2021–22  | 小谷優奈     | 小谷有理沙(s) | 石垣真央   | 苫米地美智子 | 小穴桃里     | JCC 2022                |
| 2023-24  | 瀬川琴佳     | 苫米地美智子  | 松原理桜   | 下堀明唯     |              | JCC 2024                |

(s)…スキップ

## 成績
- 冬季オリンピック
  - 2014年ソチオリンピック 5位（苫米地美智子・小野寺佳歩・船山弓枝・小笠原歩・吉田知那美）

- 日本カーリング選手権大会
  - 第18回（2001年） 9位（ホワイトエンジェルス）
  - 第19回（2002年） 8位（ホワイトエンジェルス）
  - 第22回（2005年） 6位（チーム平）
  - 第23回（2006年） 4位（チームカシオペア）
  - 第24回（2007年） 4位（チーム岩手）
  - 第26回（2009年） 7位（チーム岩手）
  - 第27回（2010年） 6位（チーム岩手）
  - 第29回（2012年） 4位（北海道銀行）
  - 第30回（2013年）  準優勝（北海道銀行）

- 日本ミックスダブルスカーリング選手権大会
  - 第1回（2007年）  優勝（苫米地賢司・平美智子）
  - 第2回（2008年）  3位（苫米地賢司・苫米地美智子）
  - 第3回（2009年）  準優勝（苫米地賢司・苫米地美智子）
  - 第4回（2011年）  優勝（苫米地賢司・苫米地美智子）
  - 第5回（2012年）  優勝（苫米地賢司・苫米地美智子）
  - 第8回（2015年）  優勝（苫米地賢司・苫米地美智子）
  - 第9回（2016年） 予選Aブロック 3位（苫米地賢司・苫米地美智子）
  - 第10回（2016年） 4位（苫米地賢司・苫米地美智子）[16]
  - 第13回（2020年） ベスト8（苫米地賢司・苫米地美智子）[17]
  - 第14回（2021年） 予選Aブロック 4位（苫米地賢司・苫米地美智子）[18]
  - 第16回（2023年） ベスト8（苫米地賢司・苫米地美智子）

- 世界ミックスダブルスカーリング選手権[19]
  - 2008年（英語版） 13位
  - 2011年（英語版） 7位
  - 2012年（英語版） 15位
  - 2015年（英語版） 10位